# Clas Brede Bråthen
Clas Brede Bråthen (né le 28 novembre 1968) est un ancien sauteur à ski norvégien.

## Palmarès

### Championnats du monde
| Épreuve / Édition | Lahti 1989 |
| Petit Tremplin    | 15e        |
| Grand Tremplin    | 11e        |
| Par Equipes       | Argent     |

### Coupe du monde
- Meilleur classement final: 27e en 1989.
- Meilleur résultat: 3e.

## Lien
- (en) Clas Brede Bråthen dans la base de données de la Fédération internationale de ski